# Poolbillard-Jugendeuropameisterschaft 1986
Die Poolbillard-Jugendeuropameisterschaft 1986 war die sechste Austragung der von der European Pocket Billiard Federation veranstalteten Jugend-Kontinentalmeisterschaft im Poolbillard. Sie fand in Oslo statt.
Ausgespielt wurden die Disziplinen 14/1 endlos, 8-Ball und 9-Ball bei den Junioren und erstmals auch bei den Schülern. Zudem gab es erstmals einen Mannschaftswettbewerb.

## Medaillengewinner
| Disziplin              | Gold            | Silber          | Bronze                         |       |
| ---------------------- | --------------- | --------------- | ------------------------------ | ----- |
| Junioren – 14/1 endlos | Ralf Souquet    | C. Lakey        | Stein Amundsen M. Link         | [ 1 ] |
| Junioren – 8-Ball      | Per Erlander    | J. Lundquist    | P. McNally D. Heim             | [ 2 ] |
| Junioren – 9-Ball      | Tomas Larsson   | Tomy Eriksson   | Ullrich Schnell Robert Gronli  | [ 3 ] |
| Schüler – 14/1 endlos  | Jürgen Bittner  | S. Lennervaal   | M. Bjorklund Oliver Veenstra   | [ 4 ] |
| Schüler – 8-Ball       | Marcus Augst    | Sven Schwarberg | Tomas Larsson Guido Eymael     | [ 5 ] |
| Schüler – 9-Ball       | Pelle Ljungberg | Dirk Stenten    | Jörg Schwarberg Michael Faltin | [ 6 ] |
| Schüler-Mannschaft     | Deutschland     | Schweden        | Schweiz                        | [ 7 ] |